# Tony Smith (Politiker, 1967)

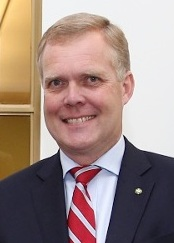
Tony Smith (2017)

Tony Smith (* 13. März 1967 in Melbourne, Australien) ist ein australischer Politiker der Liberalen Partei Australiens. Er ist Sprecher des Repräsentantenhauses Australiens.

## Frühes Leben
Smiths Vater arbeitete als Chemielehrer und seine Mutter als Sekretärin. Mit seiner Familie lebte er in Box Hill North, einer östlichen Vorstadt Melbournes. Er besuchte die Kerrimuir Primary School in derselben Stadt. Danach wechselte er zu der weiterführenden Schule Carey Baptist Grammar School in Kew, an welcher sein Vater als Lehrer tätig war. Nach seinem Schulabschluss studierte er an der University of Melbourne Handel und Kunst. Um die aufkommenden Kosten zu decken, arbeitete er als Koch in einem 24-Stunden Restaurants in Doncaster in der Nachtschicht. Zusätzlich arbeitete Smith noch Teilzeit als Rudercoach und als Nachhilfelehrer im Fach Geschichte.

## Karriere
Nachdem er sein Studium abgeschlossen hatte, arbeitete er für das Institute of Public Affairs als Politischer Forscher. Danach wurde er von Schatzminister Peter Costello als Medienberater und später als sein leitender Berater eingestellt.
Smith wurde 2001 im Wahlkreis Casey im Bundesstaat Victoria ins Parlament gewählt und ist seither durchgängig im Amt bestätigt worden. Tony ist Mitglied mehrerer Komitees des Repräsentantenhauses, unter anderem ist er im Ausschuss für Wissenschaft und im Ausschuss für Alterung. Zudem war Smith Vorsitzender des Ausschusses für Wahlfragen und für den Öffentlichen Haushalt und Rechnungsprüfung. Im Januar 2007 wurde Smith zum Parlamentarischen Sekretär des Premierministers der Regierung Howard berufen. Vom Dezember 2013 bis August 2015 war er Vorsitzender des Ausschusses für Wahlfragen und Vorsitzender des Ausschusses für Wirtschafts- und Finanzpolitik der Koalition Backbench. Am 10. August 2015 wurde Tony zum 30. Sprecher des Repräsentantenhauses gewählt und am 30. August 2016 wurde er wiedergewählt. Smith erhält nur für seine Position als Sprecher des Repräsentantenhauses 348.320 $ pro Jahr.

## Privates
Tony und seine Frau Pam haben ihr ganzes Leben in Melbournes östlichen Vororten verbracht und leben nun mit ihren beiden Söhnen in der Mitte der Casey-Wählerschaft im Chirnside Park.
Tony ist ein lebenslanger Unterstützer des Carlton Football Club und teilt die Liebe zum Spiel mit seinen Jungs. Außerdem restauriert er gerne Oldtimer, darunter auch seinen Holden Panel Van.